# Mourir d'enfance
Mourir d'enfance est un roman d'Alphonse Boudard paru le 24 août 1995 aux éditions Robert Laffont et ayant reçu le Grand prix du roman de l'Académie française la même année.

## Éditions
- Éditions Robert Laffont, 1995  (ISBN 2-221-07698-2).
- Pocket, 1998,  (ISBN 2266073257)
- Éditions Grand caractère, 1999  (ISBN 2744404772)
- Mourir d'enfance, L'Étrange monsieur Joseph, La Fermeture, éditions Robert Laffont, 2011,  (ISBN 2221115678)